# Cymodusa taprobanica
Cymodusa taprobanica là một loài tò vò trong họ Ichneumonidae.